# Souvenir

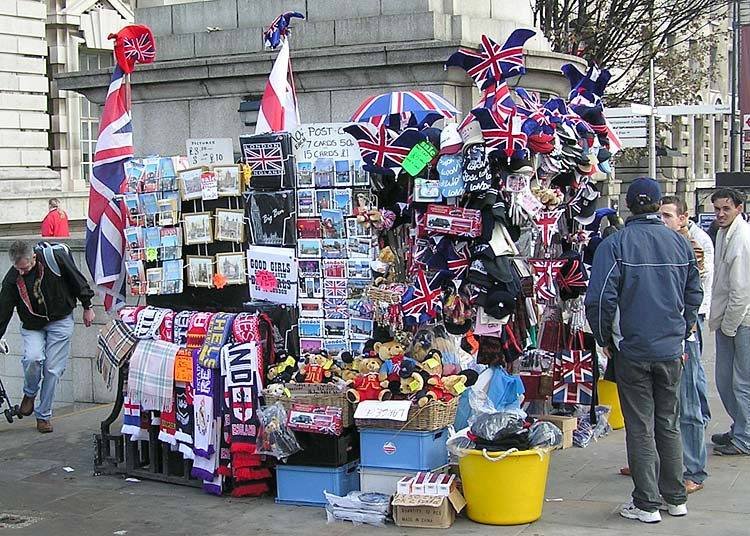
Souvenirstand in London

Ein Souvenir (zu französisch le souvenir, ‚Erinnerung‘, bzw. se souvenir, ‚sich erinnern‘ in der Bedeutung ‚Erinnerungsstück‘, dann speziell ‚Mitbringsel‘) ist ein Gegenstand, der als Erinnerung an ein bestimmtes Ereignis, einen Ort oder eine Person mitgenommen und aufbewahrt wird. Das Wort stammt aus dem Französischen und bedeutet hier Erinnerung, Andenken. Im Unterschied zu einer Trophäe werden Souvenirs meist für sich und die Daheimgebliebenen oft im Urlaub käuflich erworben.
In vielen Urlaubsregionen stellt der Verkauf von Souvenirs an Touristen eine feste Einnahmequelle für die Einheimischen dar.
Souvenirs schaden, wenn Touristen kulturelle Kostbarkeiten, seltene Tiere, Pflanzen oder sogar „nur“ Steine mitnehmen. Einige Staaten sehen drakonische Strafen für die unerlaubte Ausfuhr solcher Stücke vor. In dem Zusammenhang kann verwirren, dass sich echte Kulturgüter (zum Beispiel antike Stücke) oft kaum von speziell als Souvenirs angefertigten Kopien unterscheiden lassen.
Auch wird Souvenir manchmal scherzhaft gebraucht, so kann ein Sonnenbrand ein unangenehmes Souvenir aus dem Süden sein, gar eine Schwangerschaft ein lebenslanges Andenken bedeuten.

## Beispiele
Bei einem Souvenir handelt es sich häufig um etwas Landestypisches. Aber auch weitere Objekte sind beliebt:
- Tassen (Sammeltasse),
- bedruckte T-Shirts,
- Aschenbecher,
- Schlüsselanhänger,
- Schneekugeln,
- Salz- und Pfefferstreuer,
- Kaffee- und Teelöffel als sog. Wappenlöffel,
- Stocknägel,
- Souvenir-Medaillen,
- verfremdete Banknoten,
- Wappenanhänger,
- Kühlschrankmagnete,
- Miniaturen bekannter Bauwerke wie des Eiffelturms, des Brandenburger Tors, des Kölner Doms.

## Rezeption in der Kunst
Der amerikanische Schlagersänger Bill Ramsey landete mit seinem Musiktitel Souvenirs, Souvenirs im Jahre 1959 einen großen Hit. Der Text beschreibt in ironischer Art und Weise das Wesen von Souvenirs.
Künstlerisch setzte sich das Künstler-Duo Andreas Eucker und Frank-Udo Tielmann mit dem Souvenir auseinander. In der Kunsthalle Bielefeld platzierten sie 1992 einen oktogonalen Pavillon, in dem sie industriell gefertigte Souvenirs drapierten. Sie wiesen durch eine konsequente Selbstverkitschung auf den Zusammenhang von Tourismus, Kunst und Verkitschung der Kunst durch die Museen selbst hin. Die Differenzierung zwischen Original und Souvenir wurde aufgehoben. Die Ausstellungsstücke konnten in identischer Form am Kiosk des Museums erworben werden.
Das Museum für Angewandte Kunst und das Museum für Kommunikation in Frankfurt am Main hatten mit wortreichem Katalog bis Herbst 2006 eine gemeinsame Ausstellung über diese Krücken der Erinnerung.

## Soziologie und Psychologie des Souvenirs
Nicht per se werden Souvenirs käuflich erworben. Als Fundstücke etwa (zum Beispiel Strandgut, Steine, Lacksplitter oder herausgebrochene Fragmente von bekannten Bauwerken, zum Beispiel durch Mauerspechte) konstituieren sie ihre Bedeutung durch die Zuschreibung des Souvenirbesitzers, sind also nicht als solche generell als Souvenirs zu erkennen. Die Bevorzugung solcher Andenken scheint auch mit einer Abgrenzung von der kommerzialisierten Souvenirindustrie zusammenzuhängen.
Oft wird der reine Andenkencharakter eines Souvenirs überschritten. So kann ein Souvenir gleichzeitig eine Devotionalie sein (die in einem Wallfahrtsort erworben wurde) oder eine politische Aussage beinhalten.

## Galerie

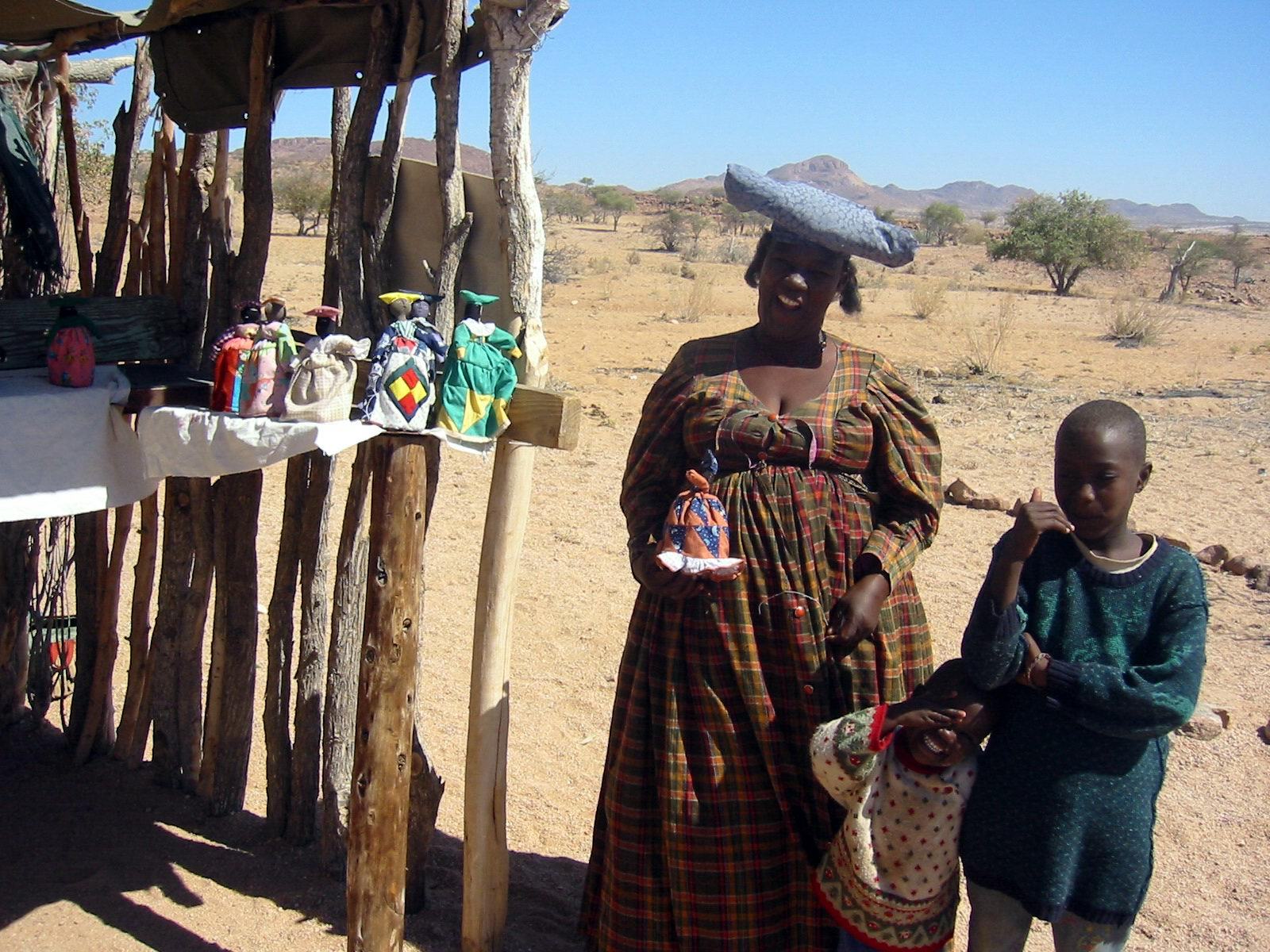
Souvenirverkäuferin in Namibia
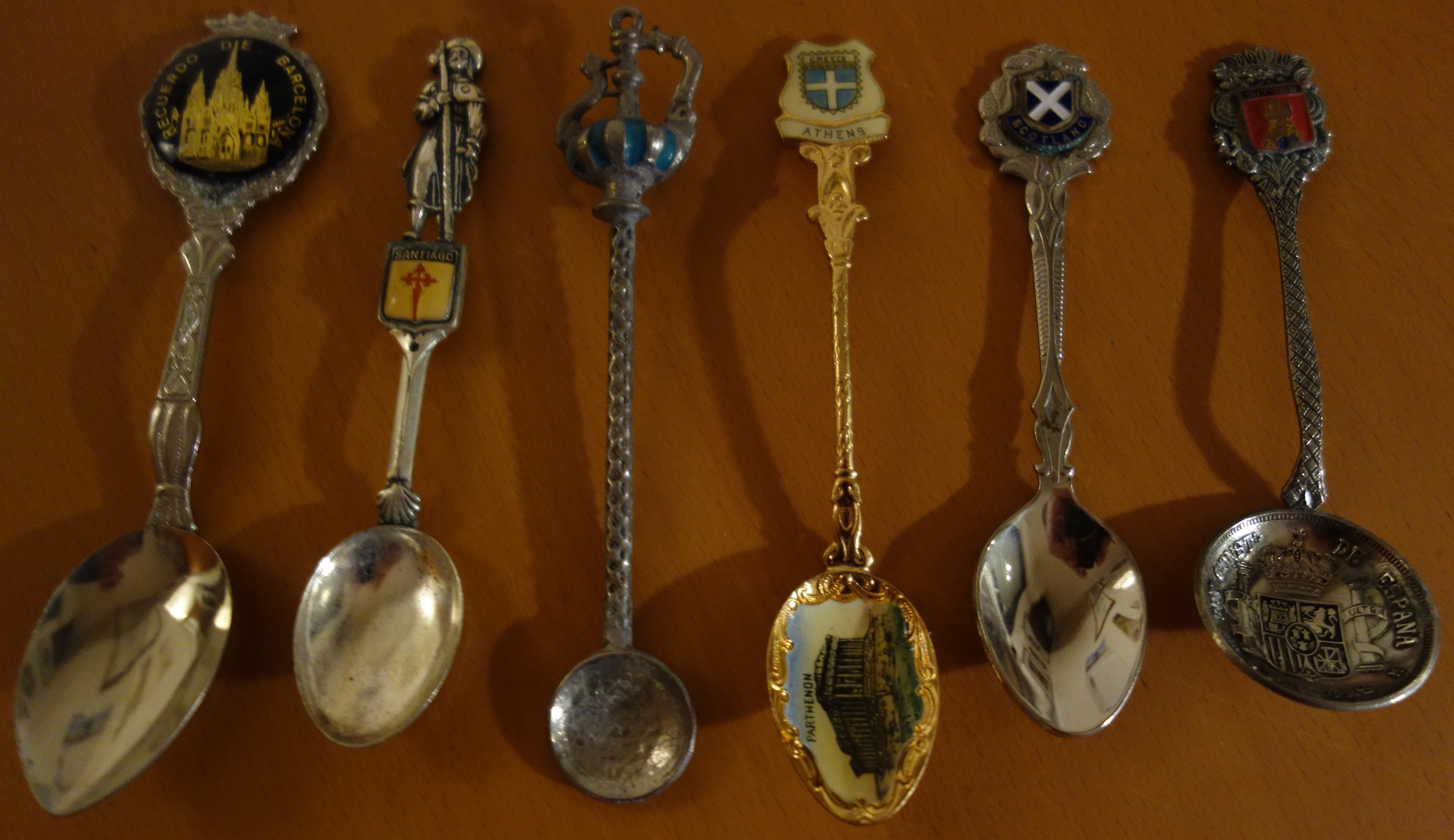
Wappenlöffel als Souvenirs aus verschiedenen Ländern
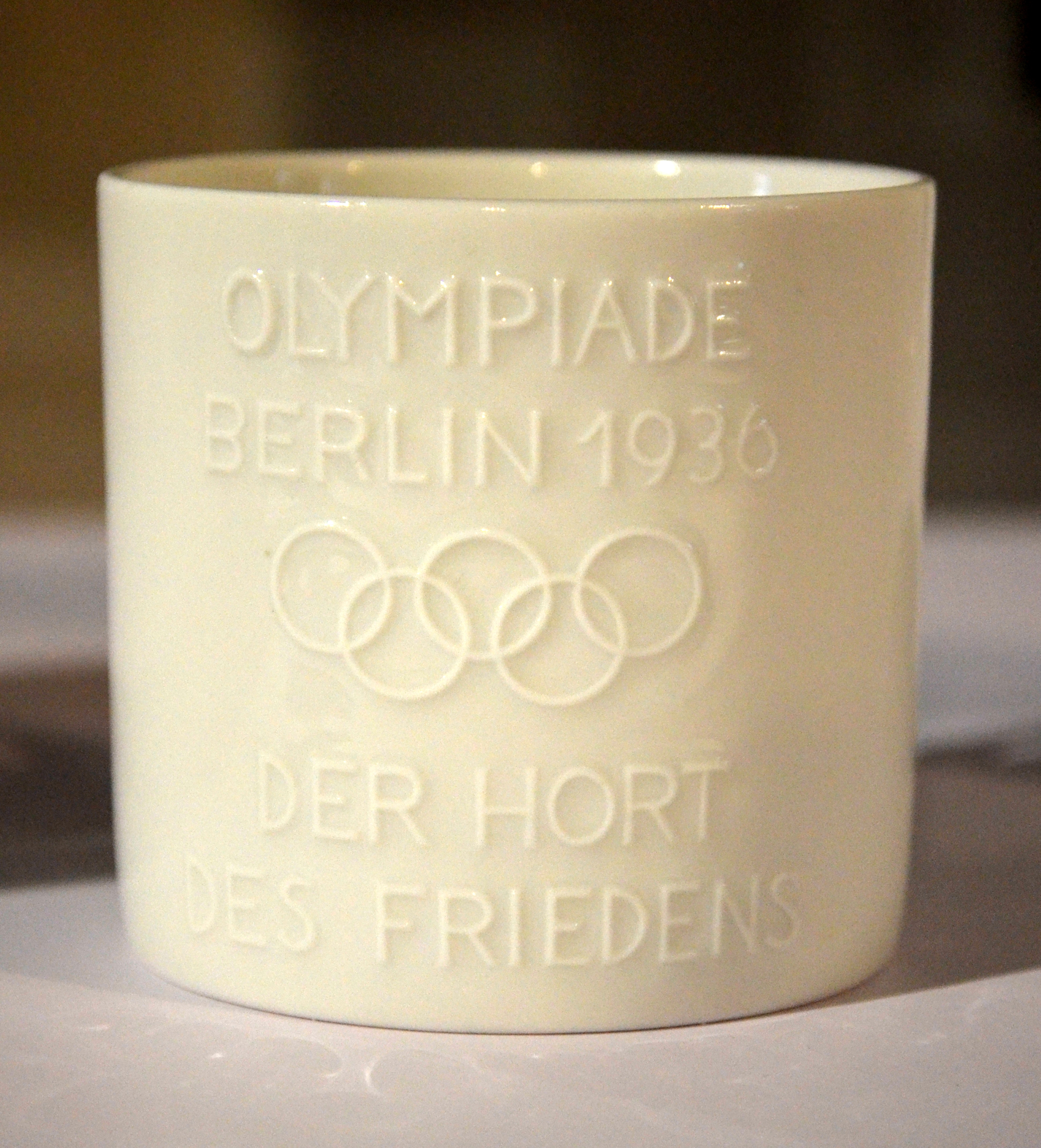
Tasse der Porzellanmanufaktur Fürstenberg mit der Aufschrift: Olympiade Berlin 1936. Der Hort des Friedens
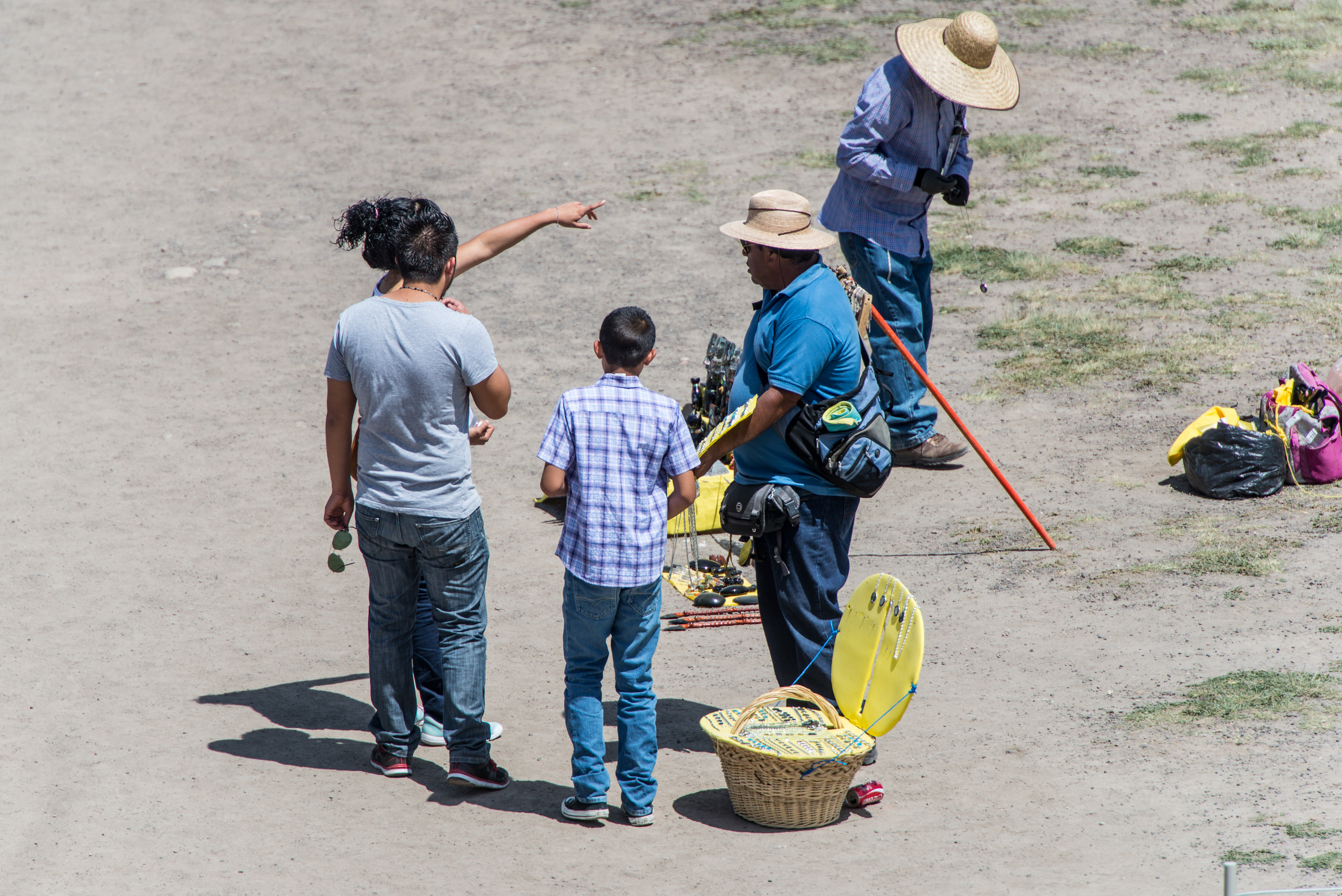
Souvenirverkäufer in Teotihuacán (Mexico)
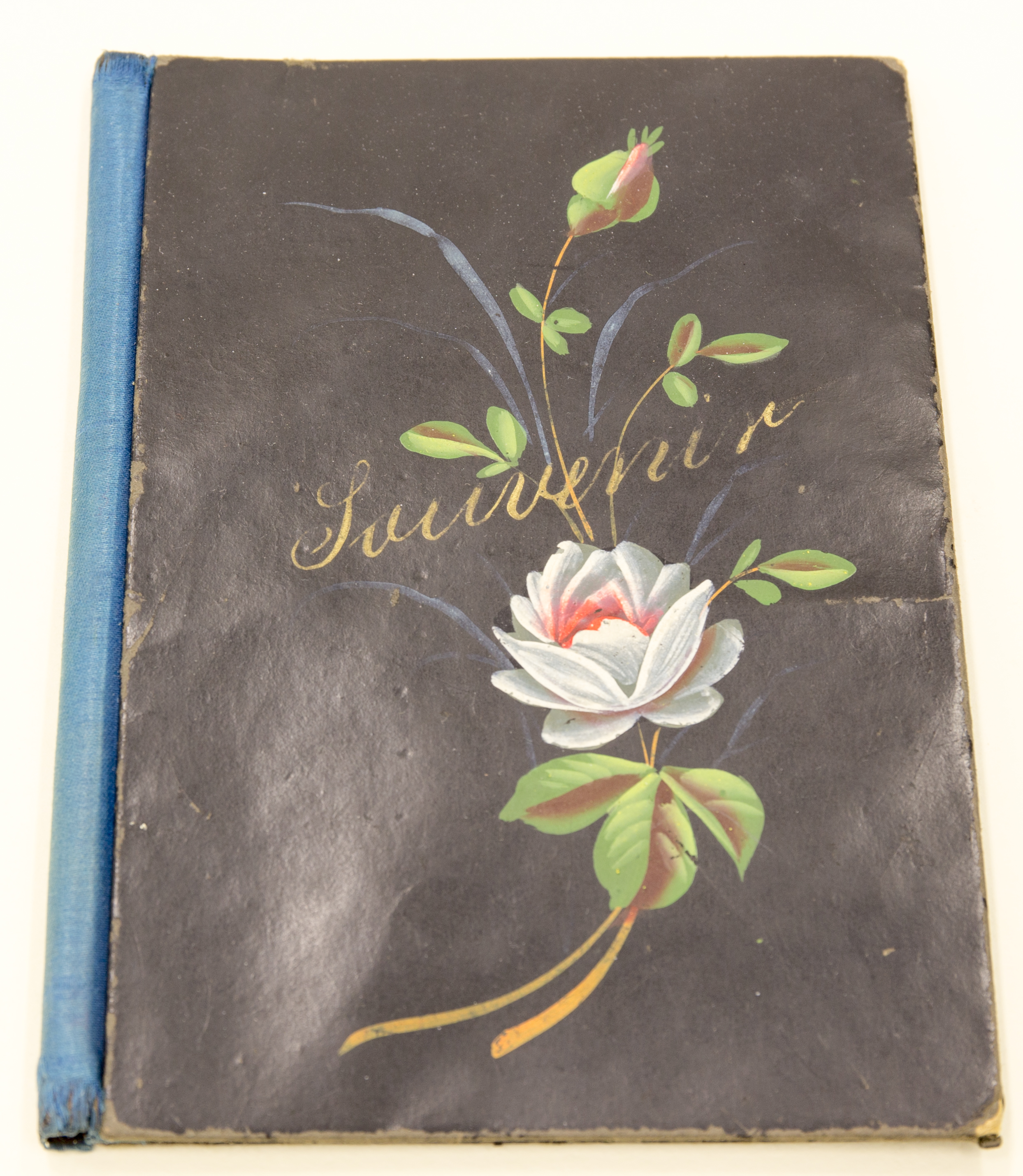
Schreibmappe, Souvenir, Datierung: um 1870, im Bestand des MEK
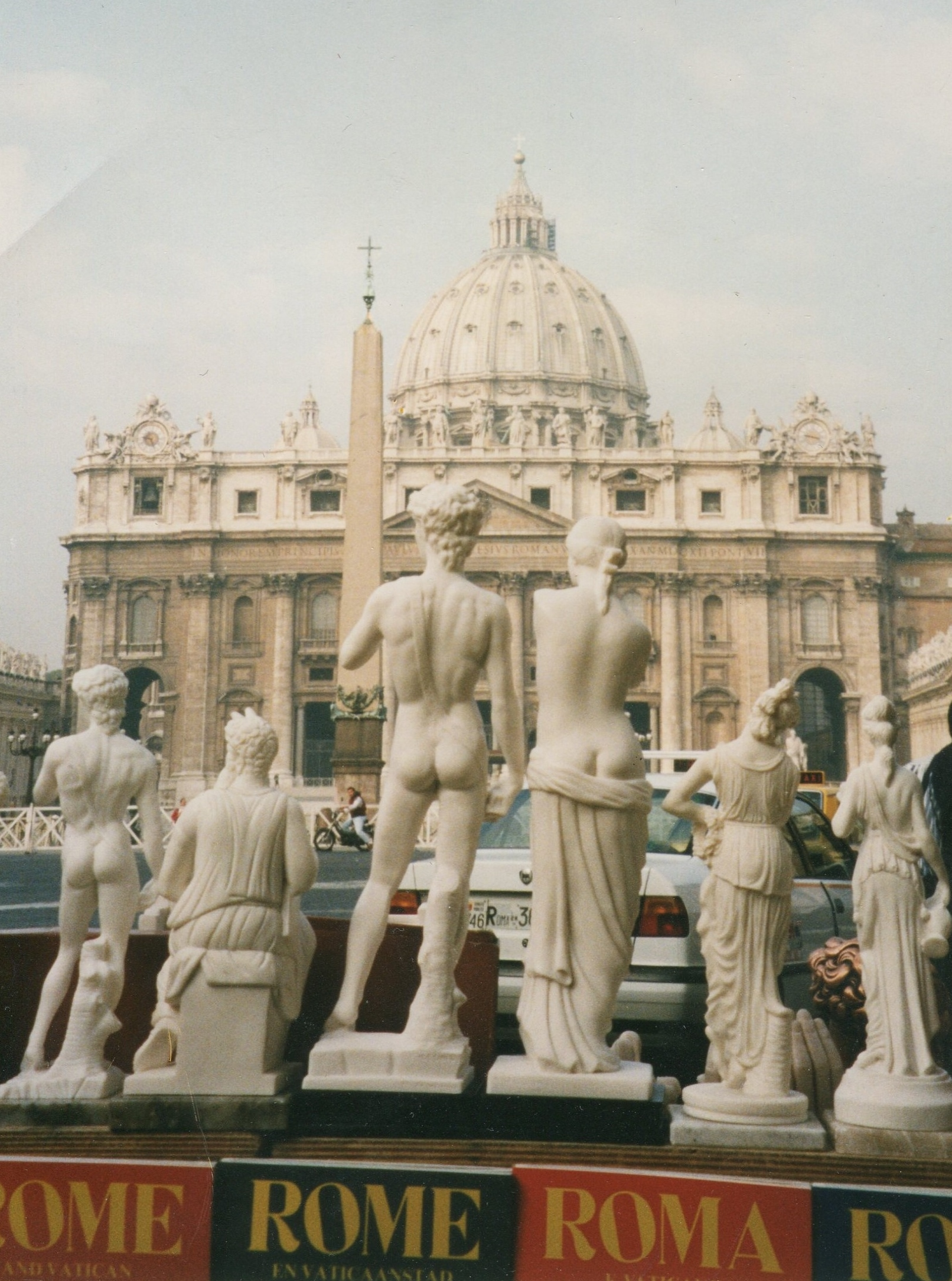
Souvenir-Stand auf dem Petersplatz in Rom